# Giorgio Armani (cosmétique)
Pour les articles homonymes, voir Giorgio Armani et Armani.
Giorgio Armani Beauty est une licence de produits cosmétiques créée par Giorgio Armani, styliste, et propriété du groupe L'Oréal depuis 1988.

## Historique
La ligne de parfums Giorgio Armani est créée en 1982. Distribuée par la société Helena Rubinstein, l'activité est reprise par le groupe L'Oréal en 1988.

## Parfums
- 1982 : Armani Femme (féminin)

Logo des parfums Giorgio Armani

- 1984 : Armani Eau pour Homme (masculin)
- 1992 : Giò (féminin)
- 1995 : Acqua di Giò (féminin)
- 1996 : Acqua di Giò pour Homme (masculin)
- 1998 : Emporio Armani (un masculin et un féminin)
- 2000 : Mania (féminin)
- 2001 : Emporio Armani White (un masculin et un féminin)
- 2002 :
  - Armani Mania (masculin)
  - Sensi (féminin)
- 2003 : Emporio Armani Night (un masculin et un féminin)
- 2004 : 
  - Armani Code (masculin)
  - Armani Mania (féminin)
  - Sensi White Notes (féminin)
  - Ambre Soie (mixte)
  - Bois d'Encens (masculin)
- 2006 : Armani Code for Her (féminin)
- 2007 : Attitude (masculin)
- 2009 :
  - Attitude Extrême (masculin)
  - Cèdre Olympe (masculin)
- 2010 :
  - Acqua di Gioa (féminin)
  - Armani Code Summer for Men (masculin)
  - Armani Code Summer for Women (féminin)
- 2011 :
  - Acqua di Gioa Essenza (féminin)
  - Ambre Orient (mixte)
  - Armani Code Sport (masculin)
- 2012 :
  - Acqua di Giò Essenza (masculin)
  - Armani Code Ultimate (masculin)
- 2013 : 
  - Acqua di Gioa Eau Fraîche (féminin)
  - Sì (féminin)
- 2014 :
  - Acqua di Gioa Eau de Toilette (féminin)
  - Armani Code Ice (masculin)
  - Sì Eau de Parfum Intense (féminin)
- 2019 : Sì Passionne Red Maestro (féminin)
- 2020 : My Way (féminin)

## Maquillage
- 2000 : Armani / Cosmetics (ligne de maquillage haut de gamme à la distribution extrêmement sélective)